# Langues Markham
Pour les articles homonymes, voir Markham (homonymie).
Les langues Markham constituent un sous-groupe des langues du Golfe d'Huon qui comprend treize langues parlées dans la vallée Ramu, la vallée Markham et les vallées proches des basses terres de la province de Madang et de Morobe en Papouasie-Nouvelle-Guinée. Bien que les langues Markham soit clairement des langues océaniennes, elles sont en contact étroit avec les langues papoues.